# Tvorchi
Tvorchi, stiliserat som TVORCHI, är en ukrainsk elektronisk musikduo från Ternopil, bildad 2018 av producenten Andrii Hutsuliak och Jimoh Augustus Kehinde (alias Jeffrey Kenny).
Hutsuliak, född 1996, kommer från Vilkhovets i västra Ukraina och Kehinde, född 1997 kommer från Nigeria. De möttes när de båda studerade farmaci vid Universitetet i Ternopil .
Tvorchi har släppt fyra studioalbum: The Parts (2018), Disco Lights (2019), 13 Waves (2020) och Road (2020).
Duon tävlade i Vidbir, den ukrainska uttagningen till Eurovision Song Contest, 2020 och slutade då på fjärde plats med bidraget "Bonfire". Duon ställde återigen upp i uttagningen till Eurovision Song Contest 2023. Den här gången vann de och representerade därmed Ukraina i tävlingen med låten "Heart of Steel". I finalen slutade bidraget på en 6:e plats.